# Junior Firpo
Héctor Junior Firpo Adamés (ur. 22 sierpnia 1996 w Santo Domingo) – dominikańsko-hiszpański piłkarz, występujący na pozycji obrońcy w angielskim klubie Leeds United oraz w reprezentacji Dominikany. Wychowanek Realu Betis. Były młodzieżowy reprezentant Hiszpanii.

## Statystyki kariery
Stan na 22 maja 2021
| Klub               | Sezon              | Liga  | Liga   | Puchar kraju | Puchar kraju | Europa | Europa | Inne  | Inne   | Suma  | Suma   |
| Klub               | Sezon              | Mecze | Bramki | Mecze        | Bramki       | Mecze  | Bramki | Mecze | Bramki | Mecze | Bramki |
| ------------------ | ------------------ | ----- | ------ | ------------ | ------------ | ------ | ------ | ----- | ------ | ----- | ------ |
| Real Betis B       | 2014/15            | 2     | 0      | –            | –            | –      | –      | –     | –      | 2     | 0      |
| Real Betis B       | 2015/16            | 30    | 1      | –            | –            | –      | –      | –     | –      | 30    | 1      |
| Real Betis B       | 2017/28            | 13    | 1      | –            | –            | –      | –      | –     | –      | 13    | 1      |
| Real Betis B       | Ogólnie            | 45    | 2      | –            | –            | –      | –      | –     | –      | 45    | 2      |
| Real Betis         | 2017/18            | 14    | 2      | 0            | 0            | –      | –      | –     | –      | 14    | 2      |
| Real Betis         | 2018/19            | 24    | 3      | 1            | 0            | 4      | 0      | –     | –      | 29    | 3      |
| Real Betis         | Ogólnie            | 38    | 5      | 1            | 0            | 4      | 0      | –     | –      | 43    | 5      |
| FC Barcelona       | 2019/20            | 17    | 1      | 2            | 0            | 4      | 0      | 0     | 0      | 23    | 1      |
| FC Barcelona       | 2020/21            | 7     | 1      | 4            | 0            | 6      | 0      | 1     | 0      | 18    | 1      |
| FC Barcelona       | Ogólnie            | 24    | 2      | 6            | 0            | 10     | 0      | 1     | 0      | 41    | 2      |
| Ogólnie w karierze | Ogólnie w karierze | 107   | 9      | 7            | 0            | 14     | 0      | 1     | 0      | 129   | 9      |

## Osiągnięcia

### FC Barcelona
- Puchar Króla: 2020/2021

### Reprezentacyjne
- Mistrzostwa Europy U-21: 2019